# Trialetigebergte
 
Het Trialetigebergte (Georgisch: თრიალეთის ქედი, Trialetis kedi) is een ongeveer 140 kilometer lang en maximaal 30 kilometer breed oost-west-georiënteerd gebergte van de Kleine Kaukasus in het midden van Georgië. Het gebergte ligt in de regio's Sjida Kartli, Kvemo Kartli en Samtsche-Dzjavacheti

## Geografie
Het Trialetigebergte strekt zich uit vanaf de Sabadoeri-bergrug ten oosten van de stad Achaltsiche tot aan de hoofdstad Tbilisi, met de Teletirug langs de zuidrand van Tbilisi als de meest oostelijke uitloper. De rivioer de Mtkvari vormt zowel de westelijke, noordelijke als oostelijke natuurlijke grens. Ten zuiden van het gebergte ligt de historische streek met dezelfde naam, Trialeti, dat grotendeels samenvalt met de moderne gemeente Tsalka en geografisch onderdeel is van het Dzjavachetihoogland.
De Sjaviklde ("Zwarte klif" in het Georgisch) is met 2850 meter boven zeeniveau de hoogste top van het gebergte. De Sabadoerirug is de westelijke uitloper van het Trialetigebergte en behoort tot de hoogste gedeeltes ervan. De hoogste toppen van deze rug zijn de Sabadoeri (2359 m), Osjora (2607 m) en Ortatavi (2512 m).

## Geologie
Het Trialetigebergte is tijdens de Paleogene periode door vulkanische activiteit opgebouwd. Jonge andesiet lavastromen komen veel voor in het westelijke deel van het gebergte. De hellingen van de bergen zijn voornamelijk bedekt met loofbossen bestaande uit eiken, beuken en haagbeuken. De westelijke delen van Trialeti zijn bedekt met naald- en gemengde bossen die bestaan uit dennen, sparren, dennen, beuken en eiken.

## Osseten
In het Trialetigebergte vestigden zich gedurende de 19e en 20e eeuw etnische Osseten. Aan hen wordt soms gerefereerd als Trialeti-Osseten (Ossetisch: Триалеты Ирыстон), met name in Rusland en Zuid-Ossetië. Zij vestigden zich vanuit het gebied dat nu bekend staat als Zuid-Ossetië in de Georgische gemeenten Chasjoeri, Kareli, Gori, en Kaspi.
In 1922, na het conflict tussen de Georgische regeringstroepen en bolsjewistisch Ossetische rebellen (1918-1920), en de gedwongen Sovjetisering van Georgië in 1921, eiste de in 1922 opgerichte Zuid-Ossetische Autonome Oblast binnen de Georgische SSR de voornamelijk door Osseten bewoonde dorpen in Trialeti op als hun exclave. De Sovjets gingen hier niet in mee.
In 1989 waren er ongeveer 38.000 Osseten in de regio, opgenomen in de Georgische samenleving met een hoge mate van gemengde huwelijken met Georgiërs. Tijdens de oorlog in Zuid-Ossetië van 1991-1992 werd het gebied niet getroffen door gewapende confrontaties, maar veel Ossetische families verhuisden uit het gebied naar Zuid-Ossetië en het Russische Noord-Ossetië-Alanië.

## Foto's

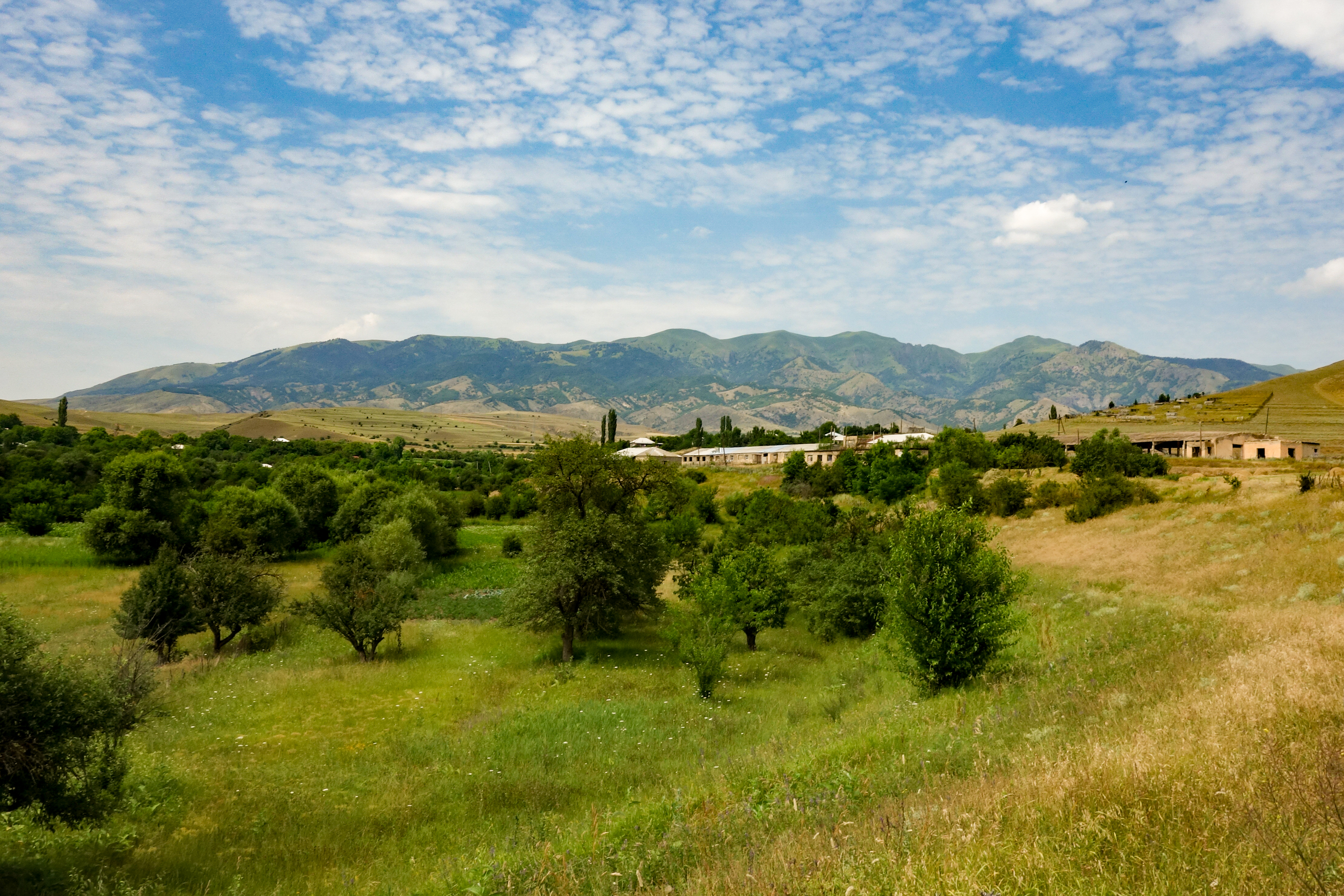
Sabadoeri bergrug vanaf Idumala, de westelijke uitloper van Trialeti.
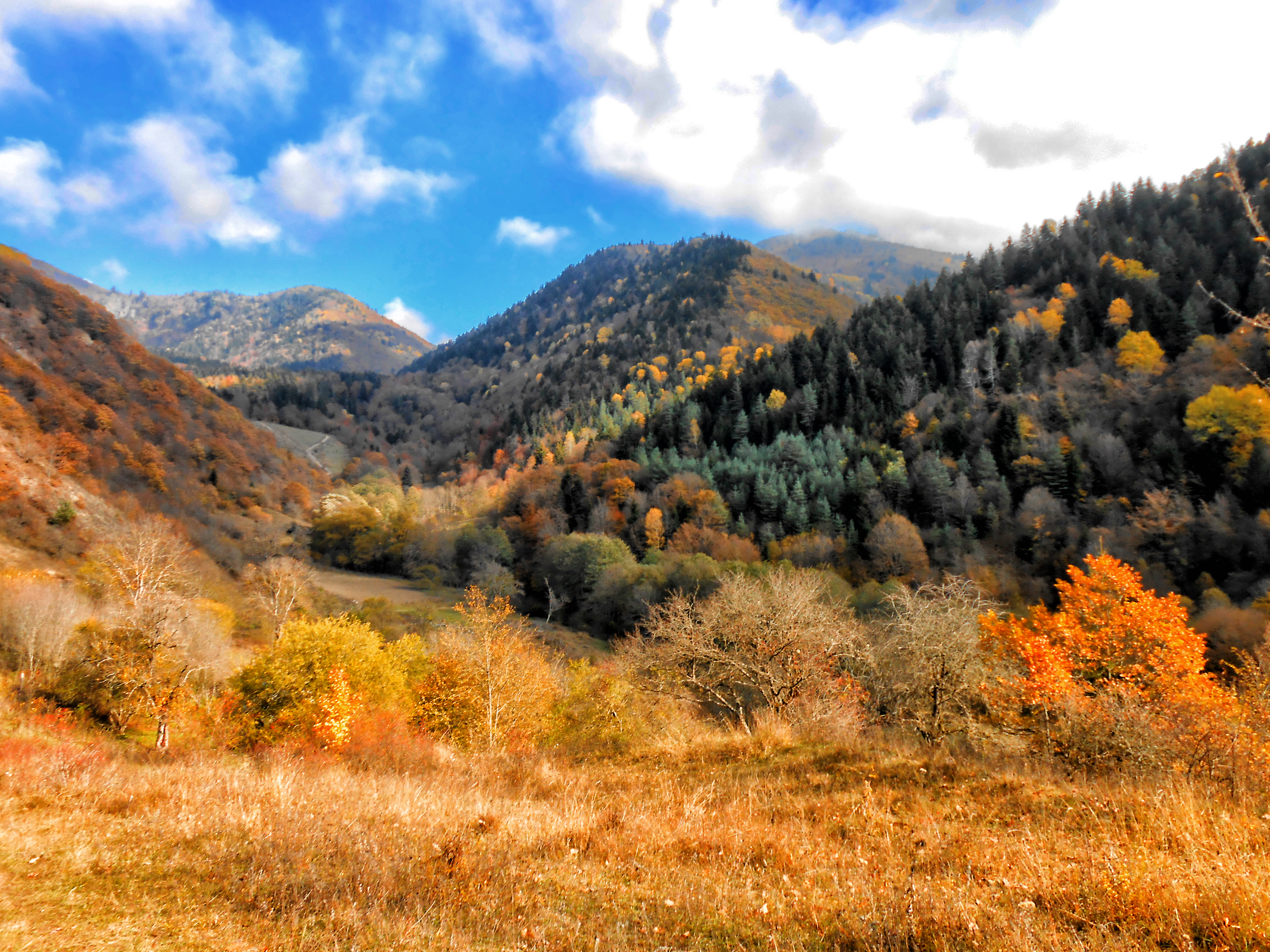
Trialeti bergen
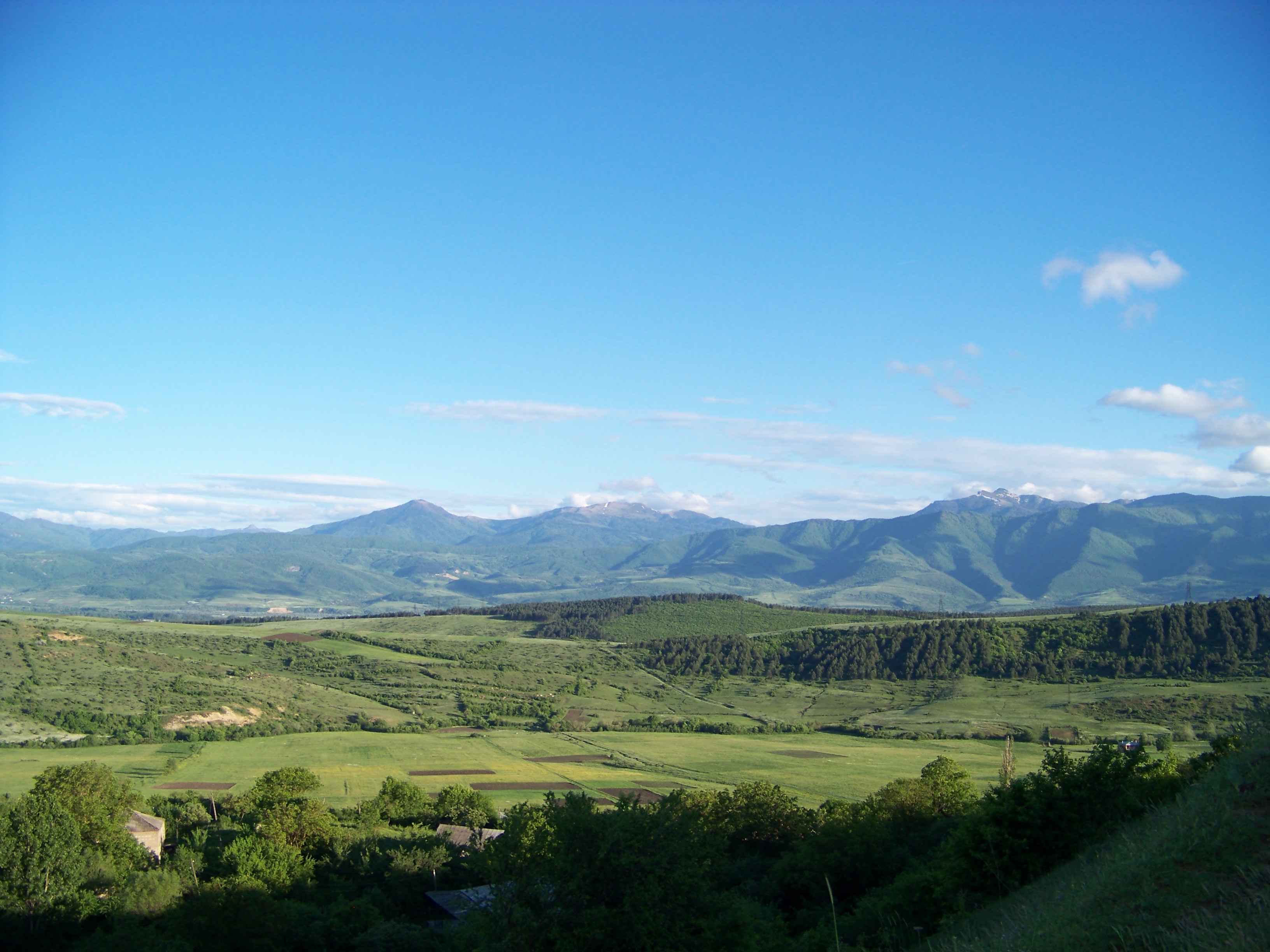
Trialeti vanaf Chasjoeri
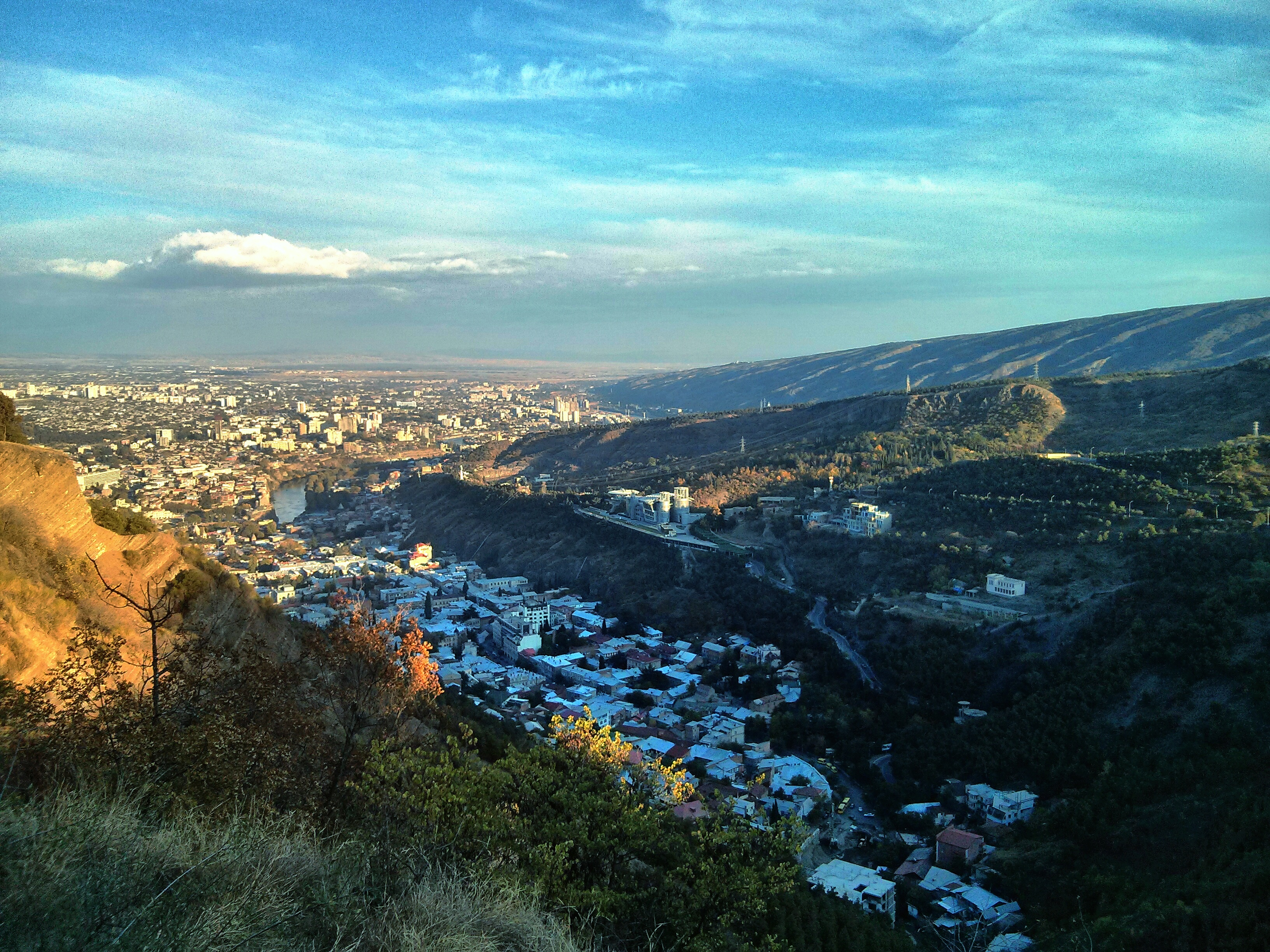
Oostelijk uiteinde in Tbilisi, de Teleti-richel